# Petrus Nicolaas van Bruggen
Petrus Nicolaas van Bruggen (Amsterdam, 25 februari 1888 - aldaar, 19 maart 1951) was een Nederlandse collaborateur die tijdens de Tweede Wereldoorlog handelde in geroofd Joods onroerend goed.
Met zijn makelaarskantoor ‘Firma P.N. van Bruggen en Zonen’ was hij namens de Niederländische Grundstücksverwaltung betrokken bij het beheer en de verkoop van geroofd Joods vastgoed, met name van panden gelegen in de Amsterdamse Jodenbuurt. Van Bruggen en Johannes Petrus Everout worden als de twee meest beruchte Amsterdamse makelaars tijdens de Tweede Wereldoorlog gezien.

## Levensloop
Van Bruggen was de jongste in een gezin met 7 kinderen. Zijn vader Bernardus van Bruggen was makelaar van beroep. Op 18 maart 1898 verhuisde hij samen met zijn oudere broer Frederik Antoon van Bruggen naar het jongensinternaat Saint-Louis in Oudenbosch. Op 4 september 1901 keerde hij terug naar Amsterdam. Op 23 augustus 1912 trouwde hij in München met de Duitse Christina Habscheidt. Samen kregen zij 9 kinderen.
Makelaarskantoor Van Bruggen werd op 25 oktober 1883 opgericht door zijn vader Bernardus van Bruggen en was gevestigd aan de Reguliersgracht 33-35. In 1911 werd Van Bruggen officieel beëdigd tot makelaar. Een jaar later nam Van Bruggen het makelaarskantoor van zijn vader over en ging hij verder onder zijn eigen naam. Zijn vader overleed te Amsterdam op 18 februari 1916. De oudste zoon van Van Bruggen, Bernardus Petrus Nicolaas van Bruggen, was tevens makelaar. Op 1 januari 1939 werd de firma omgezet in een handelsgemeenschap en trad zijn zoon toe tot de directie. In 1941 vestigde zijn zoon een bijkantoor van de firma Van Bruggen in Duivendrecht aan de Rijksstraatweg 85.
Van Bruggen werd door de Niederländische Grundstücksverwaltung gezien als een betrouwbare makelaar en werd mede door zijn lidmaatschap bij de Nationaal-Socialistische Beweging aangewezen als beheerder in de regio Amsterdam. Van Bruggen deed al snel goede zaken. Voor de oorlog had de firma 3 personeelsleden in dienst, tijdens de bezettingsjaren werd dit uitgebreid naar 24 personeelsleden. De bedrijfswinst steeg van 14.000 gulden in 1939 naar 55.000 gulden in 1942 en naar 60.000 gulden in 1943.

In de Verkaufsbücher, die de transacties van geroofd Joods onroerend goed registreerden, komt Van Bruggen bij 235 transacties voor. Dat Van Bruggen een reputatie had als beheerder en verkoper van Joods onroerend goed, blijkt uit een gedicht dat over hem werd geschreven en gepubliceerd in een illegaal Nederlands tijdschrift:
Petrus van Bruggen heeft een huis te huur,
op zoek naar kamers ga ik speurend binnen,
maar moet mij op iets anders gaan bezinnen,
't portret van een Jodin hangt aan de muur. 

## Veroordeling
In 1947 werd Van Bruggen veroordeeld door het Bijzonder Gerechtshof. Van Bruggen stelde dat hij "nog nooit Joodse huurders had opgezegd". Toen een voormalig kantoorbediende die tegen hem getuigde diverse namen en adressen opnoemde, zei Van Bruggen zich daarvan "niets te kunnen herinneren". Ook zei hij nooit een speldje met een hakenkruis gedragen te hebben, maar dat het speldje dat hij droeg er "alleen op leek".
Volgens getuigen stond er in het kantoor van Van Bruggen een fooienpot van de ‘Winterhulp’ en hingen er portretten van Hitler en Woudenberg aan de wand. Van Bruggen zei hierop dat dit waarschijnlijk gedaan was door de Duitsers. Verder kwam naar voren dat Van Bruggen fervent lezer was van het Nationaal Dagblad, de Vova, De Zwarte Soldaat en de Deutsche Zeitung. Daarnaast gaf hij geregeld financiële ondersteuning aan de Winterhulp, WA en de Frontzorg (afdeling van de Nationaal-Socialistische Beweging). Van Bruggen zou tijdens de Tweede Wereldoorlog zo'n 200.000 gulden hebben verdiend aan het beheer en de verkoop van geroofd Joods vastgoed.
Van Bruggen werd veroordeeld tot 6 jaar gevangenisstraf met aftrek en werd voor het leven ontzet uit het beroep van makelaar. Zijn zoon kreeg 4 jaar gevangenisstraf met aftrek. Beiden werden uit hun kiesrecht ontzet. In 1948 keerde Van Bruggen terug naar Amsterdam en ging daar aan de Prinsengracht wonen. Hij overleed aldaar op 19 maart 1951.